# Cesare Piovene
Cesare Piovene (Vicenza, 1533 – Nicosia, 15 agosto 1570) è stato un militare italiano.

## Biografia
Fu paggio presso la corte di Carlo Emanuele di Savoia, divenendo compagno di giochi di Emanuele Filiberto. In seguito fu promosso luogotenente al seguito del conte Valmarin, comandante delle milizie della Serenissima. Passò nelle schiere degli Ugonotti, in Francia, per poi fare ritorno come comandante della cavalleria della Serenissima. Fatale gli fu la Guerra di Cipro, durante la quale si trovò circondato e quindi catturato e massacrato dai Turchi il 15 agosto del 1570 durante alcune fasi dell'assedio di Nicosia.